# Wolfgang Amadeus Phoenix
Wolfgang Amadeus Phoenix es el cuarto álbum de estudio de la banda francesa de indie pop Phoenix. Fue lanzado el 25 de mayo de 2009 por V2 Records. Mientras que el trabajo anterior de la banda disfrutó de un moderado seguimiento "underground", el lanzamiento de Wolfgang Amadeus Phoenix llamó la atención de una audiencia más convencional. En los Estados Unidos, Phoenix comenzó una gira promocional que incluía actuaciones en varios programas de entrevistas nocturnos. Wolfgang Amadeus Phoenix siguió ganando impulso con la mayor exposición de la gira. El álbum tuvo la atención de los críticos, y a pesar de un lento ascenso en las listas de música alternativa, finalmente llegó al top 10 del año. Wolfgang Amadeus Phoenix obtuvo un premio Grammy al mejor álbum de música altermativa en la 52.ª entrega de premios Grammy el 31 de enero de 2010.

## Datos
El álbum acredita a los miembros de la banda de Phoenix Thomas Mars vocalista, Deck D'Arcy al bajo y Laurent Brancowitz y Christian Mazzalai a la guitarra, así como la colaboración de Phillipe Zdar Cerboneschi, quien mezcló el álbum y tocó la canción "Fences". Phoenix produjo 10 canciones para su lanzamiento en el álbum en los Estados Unidos y Canadá bajo la etiqueta Glassnote.
El nombre del álbum juega con el nombre de Wolfgang Amadeus Mozart, usando su primer y segundo nombre y reemplazando el último con el nombre de la banda "Phoenix". Del nombre, Phoenix, dice Thomas Mars, "El título del álbum es casi infantil, como si estuvieras dando rienda suelta a un niño en el museo y dibujara un bigote en la Mona Lisa o algo así...
Es algo malo, especialmente conmigo, mi mamá es alemana y Mozart es austríaco y en Alemania es como meterse con el Papa o algo así".

## Escritura y composición
El coproductor Philippe Zdar fue el anfitrión de la grabación del álbum desde su estudio en casa en París.
Durante la producción del álbum, la banda grabó el video de las sesiones, que han lanzado como mini documentales de su viaje para crear Wolfgang Amadeus Phoenix. Los videos están disponibles en el sitio web de la banda Archivado el 12 de marzo de 2013 en Wayback Machine..
A lo largo del proceso, el cantante principal Thomas Mars, destacó el uso de tarjetas didácticas Oblique Strategies para promover su pensamiento creativo durante el desarrollo del álbum.

El comentarista Andrew Winistorfer dijo sobre el álbum, "Wolfgang Amadeus Phoenix" abre con dos sencillos monstruos, "Lisztomania", un himno reluciente que produce la sensación de que estás en la grandeza y un movimiento inmenso que se hace más urgente a medida que avanza la canción y "1901", una sentida oda sentida del líder Thomas Mars acerca de enamorarse ".
"Lisztomania" se refiere al término "Lisztomania", una palabra acuñada por el escritor romántico alemán Heinrich Heine para describir la respuesta masiva del público a las actuaciones virtuosas del pianista Franz Liszt.
El tercer sencillo, "Lasso", es una de las pocas canciones en las que la banda ha utilizado un solo de guitarra. El tambor de apertura, los toms de ritmo rápido y el redoble de tambores en el estribillo se tocaron en un sintetizador de Mars, que era un baterista muy joven.

## Promoción y lanzamiento

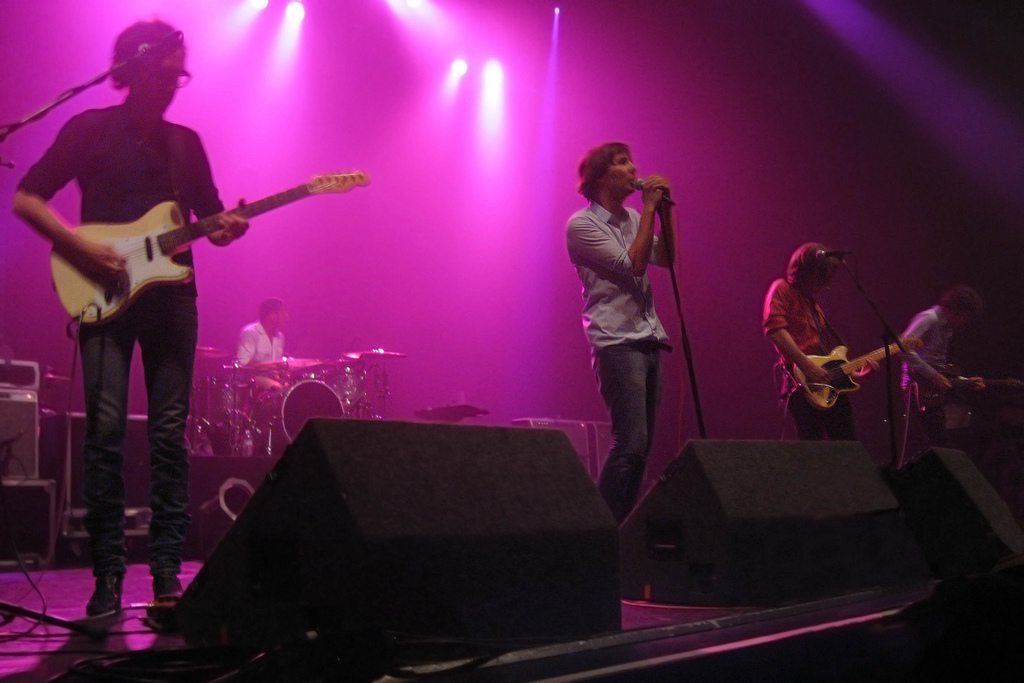
Phoenix de gira en el "Wiltern Theatre" en Los Ángeles el 28 de junio de 2009.

Se anunció a principios de 2009 que la banda lanzaría un álbum. El sencillo "1901" fue lanzado el 29 de febrero de 2009.
Para que los fanáticos se interesen en el álbum, la banda lanzó una versión EP del álbum que solo estaba disponible a través de iTunes. El EP presentó ambas canciones que se realizaron en SNL y otras dos; "Love Like a Sunset pt 1 & 2". El 25 de mayo de 2009, el álbum fue lanzado en V2 Records junto con Loyauté, el sello discográfico de la banda en todo el mundo y en Glassnote en Estados Unidos.
Desde el 12 de mayo de 2009, el álbum estaba disponible para su descarga desde iTunes Store para clientes en Norteamérica. y para Amazon MP3.
El 7 de agosto de 2009, Phoenix realizó una versión en vivo de "Lisztomania" en la red de radio juvenil australiana Triple J en un programa llamado "Like a Version".

## Recepción
En Australia, el álbum debutó en el número 13. Debutó en la lista Billboard 200 de Estados Unidos en el n.º 37 y permaneció en el Top 100 durante varias semanas debido al éxito de radio alternativo de los sencillos del álbum "1901" y "Lisztomania". Ha vendido 721,000 copias en los Estados Unidos a partir de abril de 2013.
El álbum ganó el premio Grammy al mejor álbum de música alternativa el 31 de enero de 2010.
Entradas de la lista de fin de año
- 5° - Time Los 10 mejores álbumes de 2009[29]
- 3.er. - Rolling Stone. 25 mejores álbumes de 2009[30]
- 8° - Pitchfork Media. 50 mejores álbumes de 2009[31]
- 1.er - The A.V. Club. Top 25 Álbumes de 2009[32]
- 1.er - Drowned in Sound. Top 50 Álbumes de 2009[33]
- 2° - Rhapsody. Los mejores 25 álbumes de 2009[34]
- 3.er. - Spin. Los 40 mejores álbumes de 2009[35]

"Lisztomania" y "1901" fueron incluidos en Triple J Hottest 100 para 2009, y recibieron el n.º 4 y el n.º 13 respectivamente.

## Lista de canciones
| N.º | Título                         | Duración |  |
| 1.  | «Lisztomania»                  | 4:08     |  |
| 2.  | «1901»                         | 3:13     |  |
| 3.  | «Fences»                       | 3:45     |  |
| 4.  | «Love Like a Sunset (Part I)»  | 5:39     |  |
| 5.  | «Love Like a Sunset (Part II)» | 1:57     |  |
| 6.  | «Lasso»                        | 2:48     |  |
| 7.  | «Rome»                         | 4:38     |  |
| 8.  | «Countdown»                    | 3:57     |  |
| 9.  | «Girlfriend»                   | 3:24     |  |
| 10. | «Armistice»                    | 3:05     |  |

| Edición especial «box set bonus remix CD» |                                    |                                    |          |  |
| N.º                                       | Título                             | Remix artist                       | Duración |  |
| 1.                                        | «Lisztomania»                      | Alex Metric                        | 5:08     |  |
| 2.                                        | «Fences»                           | The Soft Pack                      | 4:19     |  |
| 3.                                        | «1901 Bo Flex'd»                   | Passion Pit                        | 4:14     |  |
| 4.                                        | «Lasso»                            | Two Door Cinema Club               | 2:53     |  |
| 5.                                        | «Fences»                           | 25 Hrs a Day                       | 4:05     |  |
| 6.                                        | «1901»                             | L'Aiglon                           | 3:12     |  |
| 7.                                        | «Love Like a Sunset»               | Turzi                              | 4:31     |  |
| 8.                                        | «Fences»                           | Boombass                           | 6:54     |  |
| 9.                                        | «Lisztomania»                      | 25 Hrs a Day                       | 5:36     |  |
| 10.                                       | «Fences»                           | Friendly Fires                     | 5:11     |  |
| 11.                                       | «Armistice»                        | Yacht                              | 4:38     |  |
| 12.                                       | «Girlfriend»                       | Young Fathers                      | 4:20     |  |
| 13.                                       | «Fences»                           | Chairlift                          | 4:06     |  |
| 14.                                       | «Rome»                             | Neighbours (with Devendra Banhart) | 4:54     |  |
| 15.                                       | «Love Like a Sunset (Deakins Jam)» | Animal Collective                  | 4:07     |  |

| «The Wolfgang Diaries» — Lado A (bonus box set vinyl) |                     |          |  |
| N.º                                                   | Título              | Duración |  |
| 1.                                                    | «Digital Outro»     | 1:09     |  |
| 2.                                                    | «Rue de Rome»       | 0:33     |  |
| 3.                                                    | «1902»              | 0:56     |  |
| 4.                                                    | «Addis-Abeba»       | 0:33     |  |
| 5.                                                    | «1st Countdown»     | 0:30     |  |
| 6.                                                    | «S.A.T»             | 1:13     |  |
| 7.                                                    | «Carusso»           | 0:34     |  |
| 8.                                                    | «Planetarium»       | 1:46     |  |
| 9.                                                    | «Behants»           | 0:33     |  |
| 10.                                                   | «Early Fences»      | 0:28     |  |
| 11.                                                   | «Nord-Quest»        | 0:55     |  |
| 12.                                                   | «Calcutta»          | 0:42     |  |
| 13.                                                   | «Descente Baroque»  | 0:45     |  |
| 14.                                                   | «Concorde»          | 0:42     |  |
| 15.                                                   | «Armistice Fin»     | 0:51     |  |
| 16.                                                   | «Au Chant du Coq»   | 1:08     |  |
| 17.                                                   | «Jean-Louis»        | 0:21     |  |
| 18.                                                   | «Shuttle»           | 0:57     |  |
| 19.                                                   | «Respiration Delta» | 0:41     |  |
| 20.                                                   | «Reichstag 1»       | 0:10     |  |
| 21.                                                   | «Early Rome»        | 0:36     |  |
| 22.                                                   | «Typewriter»        | 0:20     |  |
| 23.                                                   | «Coyote»            | 0:35     |  |
| 24.                                                   | «We Were Young»     | 0:32     |  |
| 25.                                                   | «Coyote Ad Lib»     | 0:58     |  |

| «The Wolfgang Diaries » — Lado B (bonus box set vinyl) |                       |          |  |
| N.º                                                    | Título                | Duración |  |
| 2.                                                     | «Raspail»             | 0:38     |  |
| 3.                                                     | «Lisztomania Piano»   | 0:22     |  |
| 4.                                                     | «Exel SG»             | 0:28     |  |
| 5.                                                     | «No Fish n' Chips»    | 0:40     |  |
| 6.                                                     | «Goldbergs»           | 0:11     |  |
| 7.                                                     | «I Love Pi»           | 0:23     |  |
| 8.                                                     | «Reichstag 2»         | 1:32     |  |
| 9.                                                     | «Rome Signal»         | 0:36     |  |
| 10.                                                    | «Superposition Reich» | 1:59     |  |
| 11.                                                    | «Tappin Bros»         | 0:27     |  |
| 12.                                                    | «Tunnel»              | 0:56     |  |
| 13.                                                    | «Planetarium Ex»      | 0:29     |  |
| 14.                                                    | «Basse Trille Clave»  | 0:34     |  |
| 15.                                                    | «Sonic B»             | 1:23     |  |
| 16.                                                    | «Martyrs»             | 0:30     |  |
| 17.                                                    | «Concorde Encore»     | 0:37     |  |
| 18.                                                    | «Wooden Block»        | 0:14     |  |
| 19.                                                    | «Zenith»              | 0:34     |  |
| 20.                                                    | «Shuttle 2»           | 0:36     |  |
| 21.                                                    | «Beat Colbert»        | 0:22     |  |
| 22.                                                    | «Tunnel Archange»     | 1:59     |  |
| 23.                                                    | «Reichstag 3»         | 0:38     |  |

## Personal
- Thomas Mars – voz
- Deck d'Arcy – bajo, teclados
- Laurent Brancowitz – guitarra, teclados
- Christian Mazzalai – guitarra

## Posicionamiento

### Listas semanales
| Lista (2009–10)                         | Posición más alta |
| --------------------------------------- | ----------------- |
| Australia (ARIA)                        | 13                |
| Austria (Ö3)                            | 66                |
| Bélgica (Ultratop 50)                   | 27                |
| Bélgica (Ultratop 40)                   | 22                |
| Canadá (Billboard Canadian Albums)      | 19                |
| Unión Europea (European Top 100 Albums) | 26                |
| Francia (French Albums Chart)           | 14                |
| Alemania (Media Control Charts          | 18                |
| Irlanda (Irish Albums Chart)            | 64                |
| Japón (Oricon)                          | 41                |
| Noruega (VG-lista)                      | 14                |
| Suecia (Sverigetopplistan)              | 34                |
| Suiza (Swiss Hitparade)                 | 23                |
| Reino Unido (UK Albums Chart)           | 54                |
| Estados Unidos (US Billboard 200)       | 37                |
| Estados Unidos (US Alternative Albums)  | 4                 |
| Estados Unidos (US Independent Albums)  | 2                 |
| Estados Unidos (US Rock Albums)         | 5                 |

### Listas de fin de año
| Lista (2009)          | Posición |
| --------------------- | -------- |
| French Albums Chart   | 141      |
| US Billboard 200      | 177      |
| US Independent Albums | 8        |
| Lista (2010)          | Posición |
| French Albums Chart   | 173      |
| US Billboard 200      | 96       |
| US Independent Albums | 6        |
| Lista (2011)          | Posición |
| US Independent Albums | 42       |

## Certificaciones
| Región         | Certificación |
| -------------- | ------------- |
| Australia      | [ 57 ]        |
| Canadá         | [ 58 ]        |
| Estados Unidos | [ 59 ]        |